# Amalia Pomilio
Amalia Pomilio (Pescara, 15 giugno 1963) è un'ex cestista e allenatrice di pallacanestro italiana.

## Biografia
Figlia del cestista della Nazionale Vittorio Pomilio, è l'ex moglie dell'ex ostacolista Daniele Fontecchio nonché madre dei cestisti Luca e Simone Fontecchio. Dal 2023 è sposata con l'ex cestista e ora allenatore Lino Lardo.

## Carriera
Alta 183 cm, Cresciuta nelle giovanili del Pescara con cui disputò alcuni campionati della massima serie, attirò le attenzioni degli addetti ai lavori e fu acquistata da Vicenza .Giocava come ala nell'Associazione Sportiva Vicenza nel 1989-90. In quella stagione ha totalizzato 378 punti in 30 partite di campionato. Ha vinto due titoli italiani con le vicentine.
Pilastro della nazionale, vanta 119 presenze in azzurro.

## Palmarès
- Campionato italiano: 2

A.S. Vicenza: 1986-87, 1987-88